# Kabinett Sprenger
Das Kabinett Sprenger bildete die Landesregierung des Volksstaates Hessen vom 1. März 1935 bis Ende März 1945 unter Jakob Sprenger, der als Reichsstatthalter ab dem 1. März 1935 auch Ministerpräsident war.

## Mitglieder
| Amt               | Name           | Bild | Partei | Partei |
| ----------------- | -------------- | ---- | ------ | ------ |
| Ministerpräsident | Jakob Sprenger |      |        | NSDAP  |
| Finanzen          | Jakob Sprenger |      |        | NSDAP  |
| Inneres           | Jakob Sprenger |      |        | NSDAP  |
| Bildungswesen     | Jakob Sprenger |      |        | NSDAP  |